# Cantatrix sopranica L.
Cantatrix sopranica L. et autres récits scientifiques es un libro póstumo del escritor francés Georges Perec (1936-1982), publicado en 1991 en la colección «Librairie du XXe siècle» de la editorial Seuil y que no ha sido traducido al castellano.
El libro recopila cuatro artículos pseudocientíficos, escritos entre 1974 y 1980 como parodias y aperturas del concepto de literatura.

## Contenido
| # | Artículo | Año  |
| - | --- | ---- |
| 1 | «Experimental Demonstration of the Tomatotopic Organization in the Soprano (Cantatrix sopranica L)»                                                            | 1974 |
| 2 | «Une Amitié scientifique et littéraire. Léon Burp et Marcel Gotlib, suivi de considérations nouvelles sur la vie et l'œuvre de Romuald Saint-Sohaint»          | 1980 |
| 3 | «Distribution spatio-temporelle de Coscinoscera Victoria, Coscinoscera Tigrata Carpenteri, Coscinoscera Punctata Barton & Coscinoscera Nigrostriata d'Iputupi» | 1980 |
| 4 | «Roussel et Venise. Esquisse d'une géographic mélancolique» | 1977 |

### Procedencias
1. ↑  Escrito en 1974, una versión mecanografiada se insertó como las páginas numeradas 511-529 de la colección de artículos presentados por CNRS LA 38 a Marthe Bonvallet en su retiro de ese año. Más tarde se publicó en revistas en 1980,[5] 1981,[6] y de manera póstuma en 1984.[7]
2. ↑  Inserción especial como prólogo en las copias numeradas de Rubrique-à-brac y Trucs en vrac de Marcel Gotlib. Dargaud, 1980. Edición no comercializada.
3. ↑  Catálogo de la exposición de 1980 Cartes et Figures de la Terre, p. 394, del Centre National d'Art et de Culture Georges Pompidou. Firmado por «Pogy O'Brien y Johan Wofluss» [sic] y «traducido por Georges Perec en colaboración con Sylvia Richardson-Lamblin».
4. ↑  Trabajo en colaboración con Harry Mathews publicado en 1977.[8]